# Wetteren
Wetteren is een plaats en gemeente in de Belgische provincie Oost-Vlaanderen. De gemeente telt bijna 27.000 inwoners, die Wetteraars worden genoemd. Wetteren ligt ongeveer tien kilometer ten oosten van de provinciehoofdstad Gent, stroomafwaarts langs de Schelde.

## Geschiedenis
Archeologische vondsten wijzen op bewoning in de prehistorie en in de Romeinse tijd. Ook was er een Frankische nederzetting die nog bezocht werd door de Vikingen.
Wetteren werd voor het eerst vermeld in 980, als VUehtre. Gysseling verklaart de plaatsnaam als een samenstelling van het Germaanse *hwata, scherp en *hara, zandige heuvelrug. Wetteren ligt inderdaad op een zandige hoogte. 
In de vroege middeleeuwen behoorde Wetteren tot de heerlijkheid van Dendermonde, om in de 11e eeuw een zelfstandige heerlijkheid te worden. Omstreeks 1190 kwam deze heerlijkheid aan het Huis Béthune-Dampierre, gerelateerd aan de grafelijke familie. In 1576 werd de heerlijkheid Wetteren door Filips II van Spanje opnieuw uitgegeven en wel aan Maximiliaan Vilain van Gent. Tot 1796 bleef Wetteren in bezit van de familie Vilain.
Bij het beleg van Gent tijdens de Gentse Opstand (1449-1453) had Filips de Goede zijn kamp te Wetteren opgeslagen.

De Gentse republikeinen verjoegen de Spanjaarden en plunderden Wetteren in 1579; hierover wordt vermeld dat ze alle 52 huizen in brand staken. De inwoners namen de wijk naar de overkant van de Schelde. De heropbloei volgde op het einde van de 18e eeuw met de vestiging van een buskruitfabriek, een katoenweverij en de eerste boomkwekerijen.

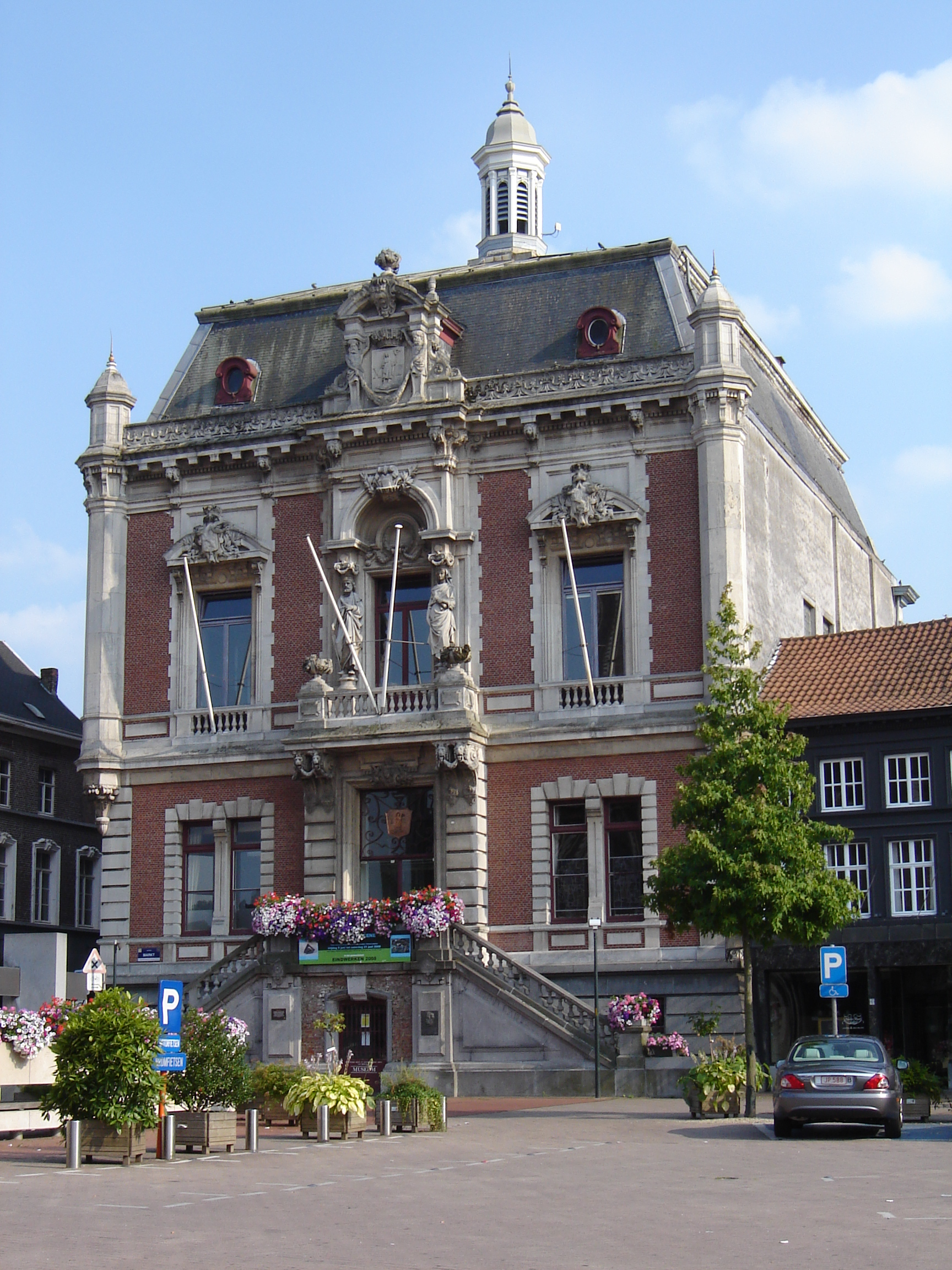
Oud-Gemeentehuis, door de inwoners "'t stadhuis" genoemd

Vanaf het midden van de 18de eeuw neemt de bevolking in Vlaanderen en ook in Wetteren snel toe. In 1750 telde Wetteren naar schatting 3743 inwoners terwijl dat er in 1846 8848 zijn, een stijging van 132,8% (tienjaarlijkse volkstelling). Het feit dat er meer mensen waren die op zoek gingen om landbouwgrond te bewerken leidde tot een versnippering van de beschikbare landbouwgronden en dus tot steeds kleinere landbouwbedrijven. De kleine boeren zochten daarom noodgedwongen een aanvullend inkomen in het spinnen van vlas en het weven van linnen stoffen.
Op 23 oktober 1798, elf dagen na het begin van de Boerenkrijg vond in de Zandstraat (thans Wegvoeringstraat) een treffen plaats tussen enerzijds sansculotten en Fransgezinden en anderzijds naar schatting 600 Brigands die vanuit Overmere via Schellebelle naar Wetteren oprukten; wegens hun slechte bewapening werden ze ten koste van veel slachtoffers verdreven, hoewel ze, na zich verborgen te hebben in de toenmalige bossen van de Warande, nog een nieuwe poging deden via Hekker- en Molenstraat.
Napoleon werd in 1810, op doortocht van Brussel naar Gent, bij Het Boergondisch Kruis in Oordegem opgewacht door Wetteraars die te zijner ere hun reuzen (de naamloze reus en reuzin en hun telg Janneken) hadden meegebracht. De keizer ontstak in woede en liet zijn huzaren de groep aanvallen onder het roepen van "Arrière manants! Pas de monstres devant l'impératrice!" ("Achteruit boeren! Geen monsters vóór de keizerin!"). Marie Louise van Oostenrijk was namelijk in verwachting van de latere Napoleon II en hij vreesde voor een zeer nefaste invloed van de Wetterse trots.
Vanaf 1837 bracht Engeland, waar de linnennijverheid sterk gemechaniseerd was, zijn goedkoper en kwalitatief beter linnen op de Europese (vooral Franse) markt. Frankrijk reageerde door zelf over te gaan tot mechanisering. Bovendien verhoogde het de invoerrechten op buitenlands linnen, hierin gevolgd door Spanje. Ook raakte in die tijd katoen steeds meer ingeburgerd als alternatief voor huiselijk gebruik. De Vlaamse linnennijverheid vindt op al deze uitdagingen geen antwoord en raakt in crisis. De lijnwaadmarkt van Wetteren hield op te bestaan in 1842. Er werd vanaf dat moment alleen nog vlas en garen verkocht. De linnenarbeiders kregen steeds minder geld voor hun producten en zagen hun inkomen gevoelig dalen. Steeds meer linnenwevers en vlasspinners werden werkloos. In 1846 zaten 155 van de 350 Wetterse linnenwevers en 600 van de 900 vlasspinners zonder werk. Velen zochten een alternatief door een stukje grond te pachten en/of door als landarbeider bij de boeren te gaan werken. Het overaanbod aan landarbeiders zorgde ervoor dat hun loon niet meer steeg. De pachtprijzen daarentegen wel, tegelijk met de verkoopprijzen voor landbouwgronden. In het kanton Wetteren stegen ze tussen 1830 en 1856 met 96%.
Op het einde van de negentiende eeuw begint ook Wetteren te industrialiseren. Aan een oude Scheldearm bevond zich de Koninklijke Buskruitfabriek Cooppal (ontstaan in de achttiende eeuw); en langs de spoorweg lag de grote industriële site van Beernaerts, in het eerste decennium van de twintigste eeuw de grootste vlasweverij van België. In 1907 werd in deze fabriek drie maanden gestaakt: de staking van 1907.

## Kernen
De oude gemeente Wetteren vormt de kern van de fusiegemeente Wetteren. In het westen vergroeid met het centrum van Wetteren is Overbeke. Aan de overkant van de Schelde ligt Overschelde en verder westwaarts Ten Ede. De deelgemeenten Massemen en Westrem vormen het zuiden van de gemeente. Het gehucht Kwatrecht ligt uiterst westelijk. Zoals in vrijwel alle Belgische dorpen is er veel lintbebouwing langs steenwegen, zoals de Brusselsesteenweg, de Massemsesteenweg, de Oordegemsesteenweg, de Smetledesteenweg, de Serskampsesteenweg, de Dendermondsesteenweg en de Laarnesteenweg.

### Deelgemeenten
|   | Naam     | Opp. (km²) | Inwoners (2020) | Inwoners per km² | NIS-code |
| - | -------- | ---------- | --------------- | ---------------- | -------- |
| 1 | Wetteren | 26,55      | 22.373          | 843              | 42025A   |
| 2 | Massemen | 6,56       | 2.726           | 415              | 42025B   |
| 3 | Westrem  | 3,90       | 901             | 231              | 42025C   |

## Bezienswaardigheden

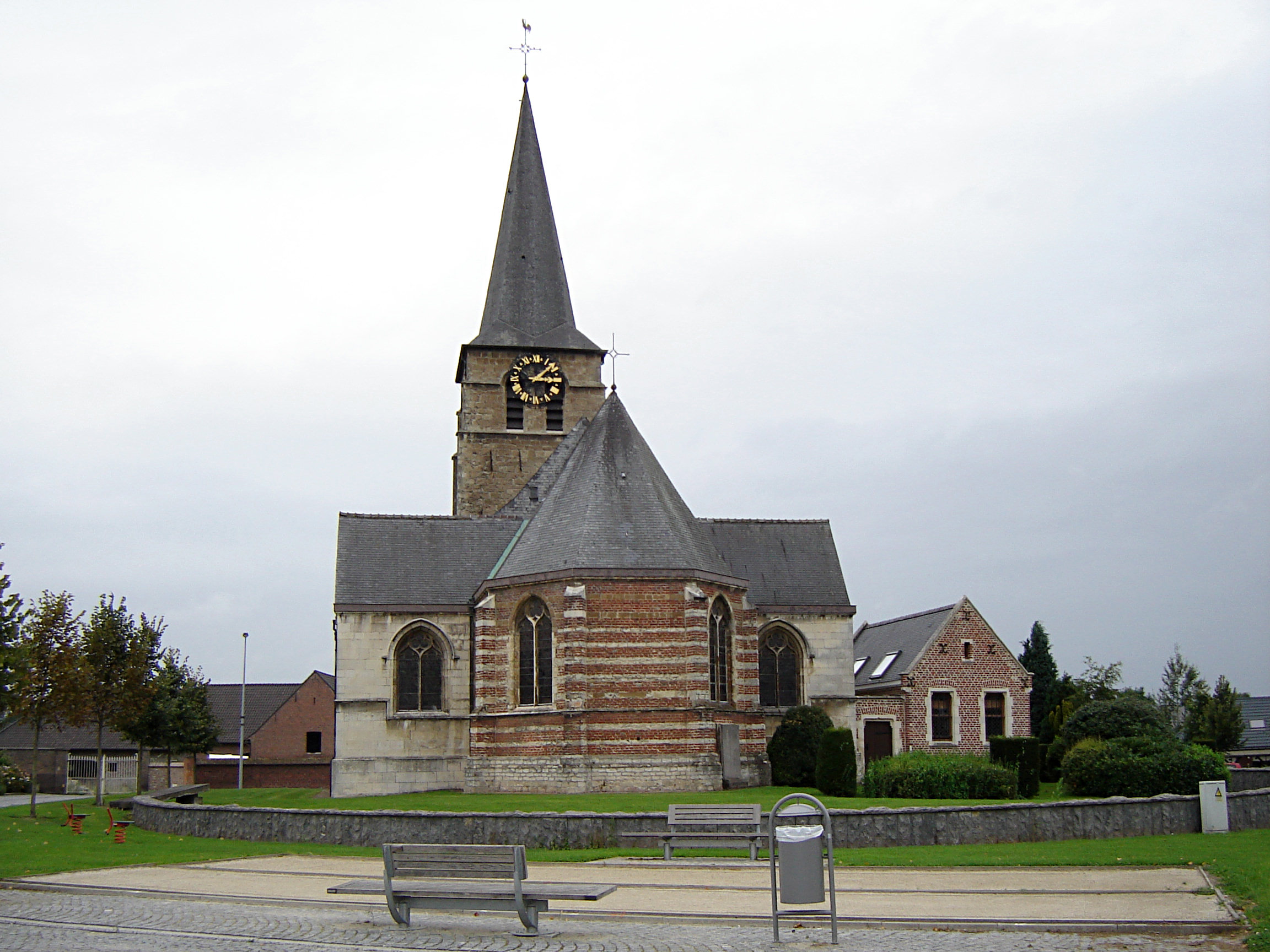
Sint-Martinuskerk (Massemen)

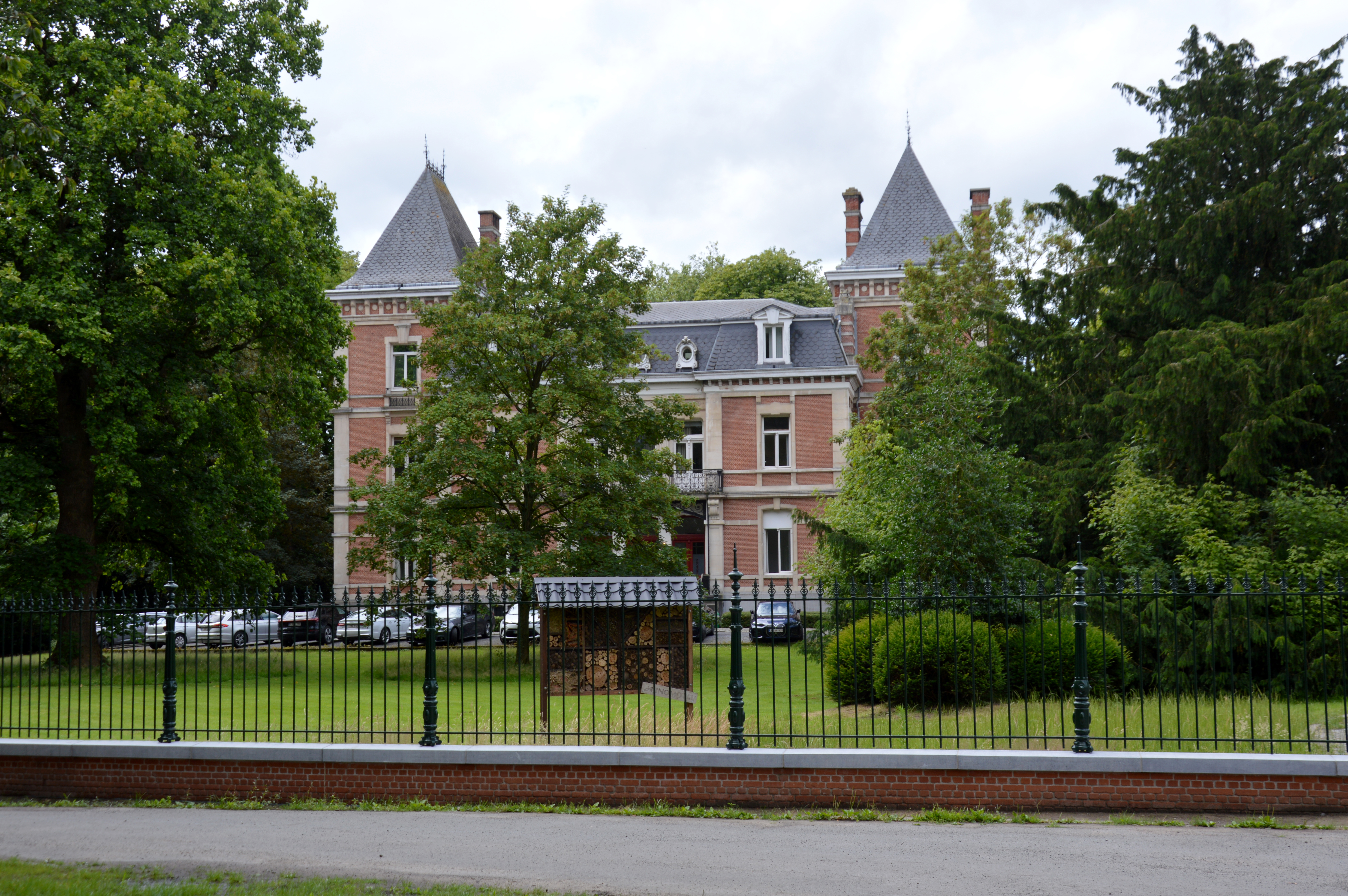
Kasteel Cooppalfabriek

- De Sint-Gertrudiskerk ligt op een zandduin dat steil naar de Schelde afloopt en is ontworpen door Louis Minard. Het belangrijkste kunstwerk in de kerk is een paneel, toegeschreven aan (het atelier van) Hugo van der Goes, de Miraculeuze Mis van St.-Gregorius; het is een geschenk van Charles Hippolyte Vilain XIIII ter gelegenheid van zijn huwelijk in 1841 met Sidonia Dubois.
- De Heilig Hartkerk aan de Brusselsesteenweg, te Kwatrecht
- De Christus Koningkerk
- De Sint-Theresiakerk
- De Onze-Lieve-Vrouw-ten-Hemel-Opgenomenkerk
- De Sint-Annakerk aan Ten Ede Dorp
- De Onze-Lieve-Vrouw van de Rozenkranskapel
- De Maria Hulp der Christenenkapel aan de Wegvoeringstraat
- Het Kasteel Cooppalfabriek aan de Cooppallaan
- Het Kasteel Gransvelde
- Het Kasteeltje De Warande
- Het Kasteel Vilain XIIII aan de Wegvoeringstraat
- Twee geklasseerde geënte bruine beuken in de tuin van een stadswoning

## Natuur en landschap

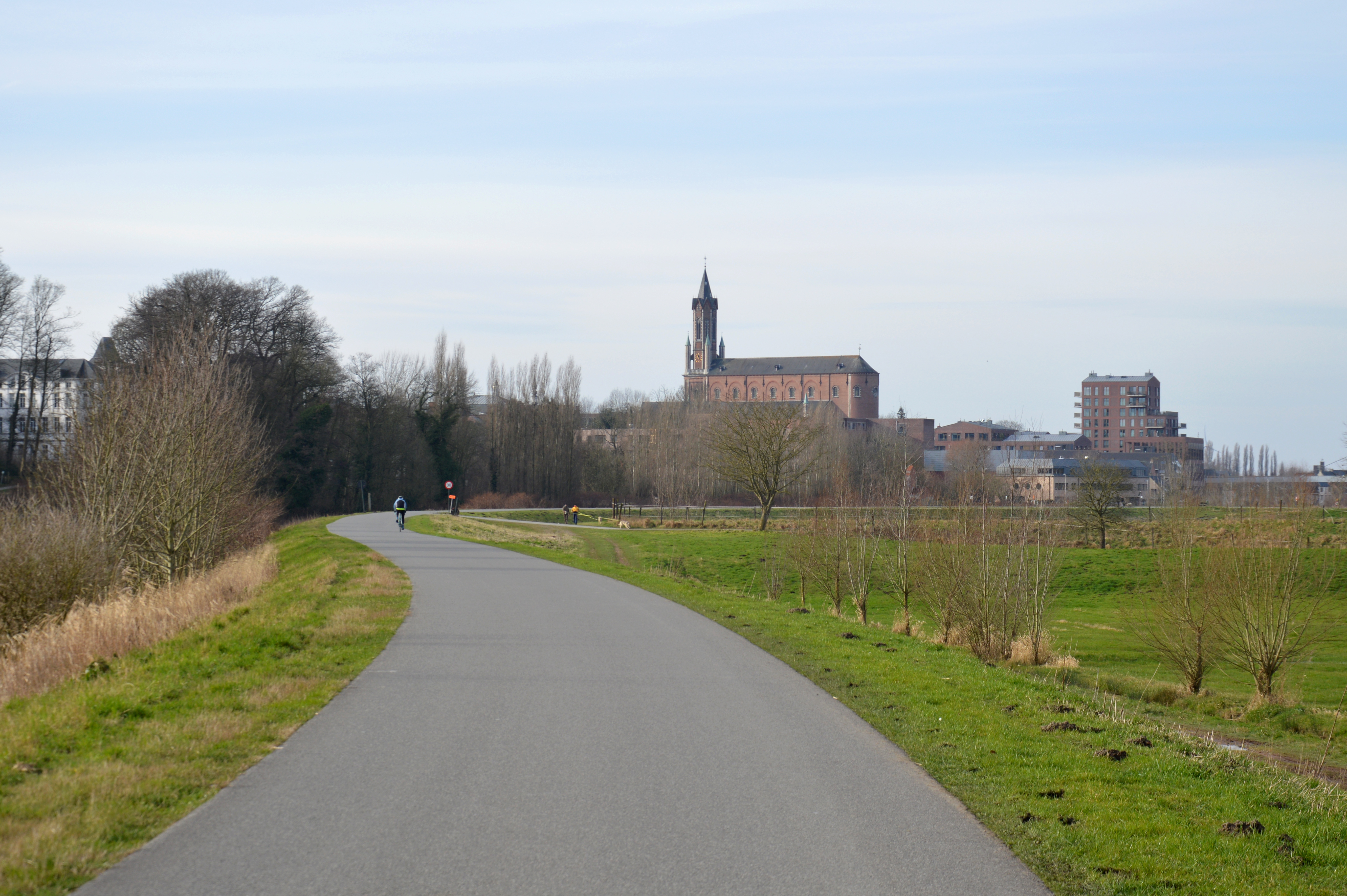
Zicht op het centrum vanaf de Scheldedijk op Overschelde, nabij de Kalkense Meersen

Wetteren is gelegen aan de Schelde, waar de hoogte 3-5 meter bedraagt. Vanuit het zuiden stromen enkele beekjes naar de Schelde toe. De hoogte loopt op tot 37 meter bij de rivierduinen.
Wetteren is bekend om zijn uitgestrekte boom- en rozenkwekerijen. In het provinciedomein Den Blakken is een promotietuin aangelegd. Dit domein is gelegen op en naast "de Zandbergen" van de Warandeduinen, rivierduinen van de Schelde die hier eertijds dichterbij lag en die tijdens de laatste ijstijd, zo een vijftienduizend jaar geleden zijn gevormd.
In Ten Ede bevindt zich het natuurgebied De Ham
De Serskampse bossen (Paelepelbos, Hospiesbos) liggen ook deels op Wetters grondgebied.

## Demografie

### Demografische evolutie voor de fusie
- Bron:NIS - Opm:1831 t/m 1970=volkstellingen op 31 december; 1976= inwonertal per 31 december

### Demografische ontwikkeling van de fusiegemeente
Alle historische gegevens hebben betrekking op de huidige gemeente, inclusief deelgemeenten, zoals ontstaan na de fusie van 1 januari 1977.
- Bronnen:NIS, Opm:1831 tot en met 1981=volkstellingen; 1990 en later= inwonertal op 1 januari

| Inwoners van jaar tot jaar op 1 januari 1992 tot heden | Inwoners van jaar tot jaar op 1 januari 1992 tot heden | Inwoners van jaar tot jaar op 1 januari 1992 tot heden |
| jaar                                                   | Aantal                                                 | Evolutie: 1992=index 100                               |
| ------------------------------------------------------ | ------------------------------------------------------ | ------------------------------------------------------ |
| 1992                                                   | 22.714                                                 | 100,0                                                  |
| 1993                                                   | 22.778                                                 | 100,3                                                  |
| 1994                                                   | 22.684                                                 | 99,9                                                   |
| 1995                                                   | 22.752                                                 | 100,2                                                  |
| 1996                                                   | 22.765                                                 | 100,2                                                  |
| 1997                                                   | 22.751                                                 | 100,2                                                  |
| 1998                                                   | 22.738                                                 | 100,1                                                  |
| 1999                                                   | 22.778                                                 | 100,3                                                  |
| 2000                                                   | 22.795                                                 | 100,4                                                  |
| 2001                                                   | 22.765                                                 | 100,2                                                  |
| 2002                                                   | 22.818                                                 | 100,5                                                  |
| 2003                                                   | 22.859                                                 | 100,6                                                  |
| 2004                                                   | 22.989                                                 | 101,2                                                  |
| 2005                                                   | 23.054                                                 | 101,5                                                  |
| 2006                                                   | 23.209                                                 | 102,2                                                  |
| 2007                                                   | 23.304                                                 | 102,6                                                  |
| 2008                                                   | 23.424                                                 | 103,1                                                  |
| 2009                                                   | 23.412                                                 | 103,1                                                  |
| 2010                                                   | 23.551                                                 | 103,7                                                  |
| 2011                                                   | 23.819                                                 | 104,9                                                  |
| 2012                                                   | 24.130                                                 | 106,2                                                  |
| 2013                                                   | 24.298                                                 | 107,0                                                  |
| 2014                                                   | 24.635                                                 | 108,5                                                  |
| 2015                                                   | 24.755                                                 | 109,0                                                  |
| 2016                                                   | 24.818                                                 | 109,3                                                  |
| 2017                                                   | 25.078                                                 | 110,4                                                  |
| 2018                                                   | 25.477                                                 | 112,2                                                  |
| 2019                                                   | 25.815                                                 | 113,7                                                  |
| 2020                                                   | 26.021                                                 | 114,6                                                  |
| 2021                                                   | 26.206                                                 | 115,4                                                  |
| 2022                                                   | 26.444                                                 | 116,4                                                  |
| 2023                                                   | 26.748                                                 | 117,8                                                  |
| 2024                                                   | 26.960                                                 | 118,7                                                  |
| 2025                                                   | 26.926                                                 | 118,5                                                  |

## Bestuur en politiek

### Baljuws
Tot 10 mei 1527 was het baljuwschap gezamenlijk voor Wetteren, Schellebelle en Wanzele, die alle bij het Land van Dendermonde hoorden.
| - ?-1387-?: Robert de Capple - ?-1390: Jan Hoest - 1391-?: Simoen Rijm - ?-1407-?: Louis Salart - ?-1414-?: Geeraerd de Maldeghem - ?-1417-?: Guy de Ghistelles - ?-1419-?: Louis Salart - ?-1422: Gosewijn Boyé - 1423: Adriaen van der Capellen - 1424-?: Judocus de Busseghem - ?-1428-?: Pieter Mortier - ?-1438-?: Pieter de le Broucke - ?-1442-?: Francois de Coppenhole - ?-1446-?: Pieter de le Broucke - ?-1452-?: Pieter Caelberch | - ?-1456-?: Jan Salart - ?-1468-?: Jan Le Buedel - ?-1477-?: Cornelius de Bloc - ?-1482-?: Jan Scoerman - ?-1484-?: Louis Kelgoet - ?-1488-?: Jan Portier - ?-1492-?: August Vulnerie - ?-1508-?: Louis Cueillot - ?-1511-?: Jan De Bocq - ?-1515-?: Wauter van Eetvelde - ?-1526-?: Antoon De Bocq - ?-1529-?: Jan De Bocq - ?-1532-?: Jan Moens - ?-1550-?: Laurentius Everden - ?-1556-?: Pieter Raes | - ?-1558-?: Jan Macharis - ?-1562-?: Jan Clais - ?-1579-?: Jan Blanckaert - ?-1590-?: Jan Michiels - ?-1622-?: Ferdinand De Gheytere - ?-1638-?: Jan Cockuyt - ?-1648-?: Thomas Heylinck - ?-1655-?: Guillelmus Van de Walle - ?-1680-?: Paul Van Driesche - ?-1710-?: Lucas De Caesemaecker - ?-1735-?: Karel-Philips De Grave - ?-1748-?: Jan-Frans Van den Broucke-De Terbecq - ?-1761: Judocus Cromphaut - 1762-1794: Joachim De Geyter |

### Burgemeesters

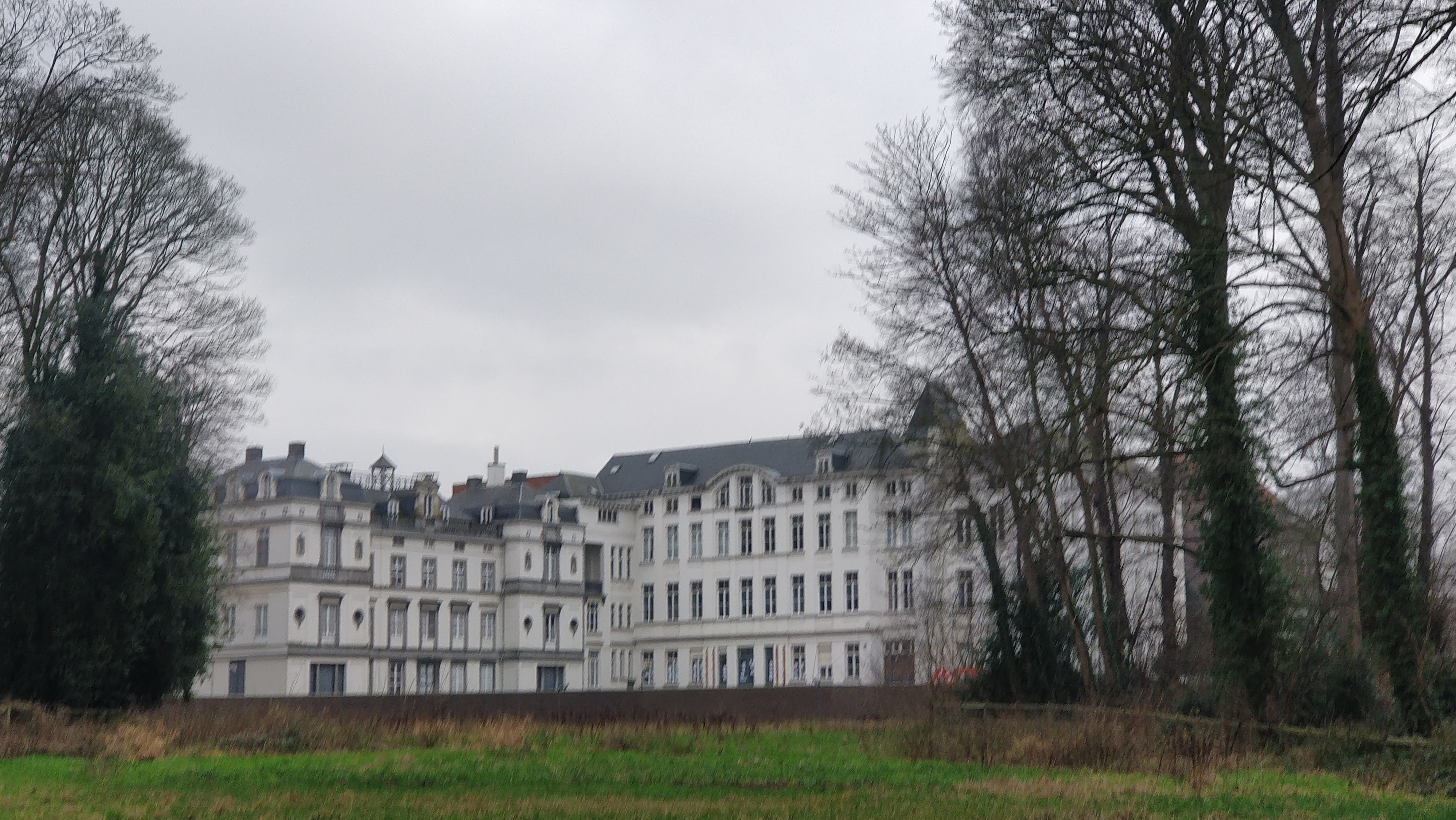
Kasteel Vilain XIIII, Wetteren

Het stemmenaantal van de CVP daalde van 35,8% bij de gemeenteraadsverkiezingen in 1976 tot 31% in 2000; de BSP behaalde in 1976 34,4%, de SP.a-Agalev-lijst 17,6% in 2000. De PVV haalde in 1976 8,3% in 1976 en de VLD was in 2000 de grootste partij met 40% van de stemmen. Vlaams Blok haalde in 2000 8,6% en VU&ID 2,8%. In 1976 behaalde NW (Nieuw Wetteren) 21,6%.

#### Bestuur 2013-2018
Burgemeester bleef Alain Pardaen (CD&V). Hij leidde een coalitie bestaande uit CD&V, N-VA en Open Vld. Samen vormden ze de meerderheid met 18 op 27 zetels.

#### Bestuur 2019-2024
Na de gemeenteraadsverkiezingen van 14 oktober 2018 werd er een nieuwe coalitie gesloten tussen CD&V, EEN Wetteren, Groen&Co en sp.a plus. Samen hebben ze een meerderheid van 15 op 29 zetels. Op 1 juli 2022 nam Albert De Geyter de burgemeesterssjerp over van Alain Pardaen.

#### Bestuur 2025-2030
Bij de gemeenteraadsverkiezingen van 13 oktober 2024 won de lijst Samen voor Wetteren (een kartel van CD&V, EEN Wetteren, onafhankelijken en liberalen) van burgemeester De Geyter een pluraliteit van 11 zetels. De Geyter zal een coalitie vormen met de N-VA. Het college zal bestaan uit burgemeester De Geyter, schepenen Johan D’Hauwe, Bram De Winne en Dietbrand Van Durme (Samen voor Wetteren) en Sofie Wijmeersch en Peter Blancquaert (N-VA). Eline Pardaen wordt voorzitter van het bijzonder comité.

### Resultaten gemeenteraadsverkiezingen sinds 1976
| Partij of kartel     | Partij of kartel                                               | 10-10-1976 | 10-10-1976 | 10-10-1982 | 10-10-1982 | 9-10-1988 | 9-10-1988 | 9-10-1994 | 9-10-1994 | 8-10-2000 | 8-10-2000 | 8-10-2006 | 8-10-2006 | 15-4-2007(*) | 15-4-2007(*) | 14-10-2012 | 14-10-2012 | 14-10-2018 | 14-10-2018 | 13-10-2024 | 13-10-2024 |
| Stemmen / Zetels     | Stemmen / Zetels                                               | %          | 27         | %          | 27         | %         | 27        | %         | 27        | %         | 27        | %         | 27        | %            | 27           | %          | 27         | %          | 29         | %          | 29         |
| -------------------- | -------------------------------------------------------------- | ---------- | ---------- | ---------- | ---------- | --------- | --------- | --------- | --------- | --------- | --------- | --------- | --------- | ------------ | ------------ | ---------- | ---------- | ---------- | ---------- | ---------- | ---------- |
|                      | SP1/ SP-AGAA/ sp.a -Groen!B/ sp.a2/ sp.a plus3/ Groen-VooruitC | 34,371     | 10         | 27,371     | 8          | 22,411    | 6         | 17,211    | 5         | 17,61A    | 5         | 16,6B     | 4         | 8,232        | 1            | 6,62       | 1          | 5,93       | 1          | 15,3C      | 4          |
|                      | Groen / SP-AGAA / sp.a-Groen!B/ Groen&Co2/ Groen-VooruitC      | -          |            | -          |            | -         |           | 7,451     | 1         | 17,61A    | 5         | 16,6B     | 4         | 11,952       | 3            | 10,692     | 3          | 14,32      | 4          | 15,3C      | 4          |
|                      | CVP1/ CD&V2/ Samen voor WetterenD                              | 35,771     | 10         | 37,681     | 11         | 39,671    | 12        | 39,381    | 12        | 30,991    | 9         | 32,42     | 10        | 31,682       | 10           | 27,452     | 9          | 21,22      | 7          | 32,9D      | 11         |
|                      | EEN Wetteren1/ Samen voor WetterenD                            | -          |            | -          |            | -         |           | -         |           | -         |           | -         |           | -            |              | -          |            | 10,81      | 3          | 32,9D      | 11         |
|                      | PVV1/ VLD2/ Open Vld4                                          | 8,281      | 1          | 9,511      | 2          | 12,521    | 3         | 29,152    | 9         | 40,052    | 12        | 17,912    | 5         | 14,754       | 4            | 12,184     | 3          | 19,64      | 6          | 6,64       | 1          |
|                      | Respect1 / GV - Gezond Verstand2                               | -          |            | -          |            | -         |           | -         |           | -         |           | 23,441    | 6         | 24,911       | 7            | 15,521     | 4          | 19,64      | 6          | 9,52       | 2          |
|                      | VU1/ VU&ID2/ N-VA3                                             | -          |            | 9,591      | 2          | 22,371    | 6         | 4,811     | 0         | 2,782     | 0         | -         |           | -            |              | 20,43      | 6          | 15,43      | 5          | 17,43      | 5          |
|                      | Vlaams Blok1/ Vlaams Belang2                                   | -          |            | -          |            | -         |           | -         |           | 8,571     | 1         | 9,652     | 2         | 8,482        | 2            | 6,012      | 1          | 12,82      | 3          | 18,32      | 6          |
|                      | Nieuw Wetteren                                                 | 21,58      | 6          | 15,85      | 4          | -         |           | -         |           | -         |           | -         |           | -            |              | -          |            | -          |            | -          |            |
|                      | Anderen (**)                                                   | -          |            | -          |            | 3,04      | 0         | 2,00      | 0         | -         |           | -         |           | -            |              | 1,16       | 0          | -          |            | -          |            |
| Totaal stemmen       | Totaal stemmen                                                 | 16779      | 16779      | 16801      | 16801      | 17037     | 17037     | 16910     | 16910     | 17227     | 17227     | 17798     | 17798     |              |              | 17986      | 17986      | 18505      | 18505      | 12286      | 12286      |
| Opkomst %            | Opkomst %                                                      |            |            |            |            | 95,52     | 95,52     | 94,45     | 94,45     | 94,82     | 94,82     | 95,60     | 95,60     |              |              | 94,18      | 94,18      | 94,6       | 94,6       | 61,4       | 61,4       |
| Blanco en ongeldig % | Blanco en ongeldig %                                           | 3,51       | 3,51       | 4,85       | 4,85       | 5,43      | 5,43      | 5,07      | 5,07      | 4,12      | 4,12      | 4,83      | 4,83      |              |              | 3,82       | 3,82       | 4,7        | 4,7        | 1,7        | 1,7        |

De zetels van de gevormde meerderheid staan vetjes afgedrukt. De grootste partij is in kleur.

De rode cijfers naast de gegevens duiden aan onder welke naam de partijen telkens bij een verkiezing opkwamen.

(*) Herverkiezing na klacht van de partij Respect.

(**) 1988: DW / 1994: NF / 2018: PVDM

## Verkeer en vervoer

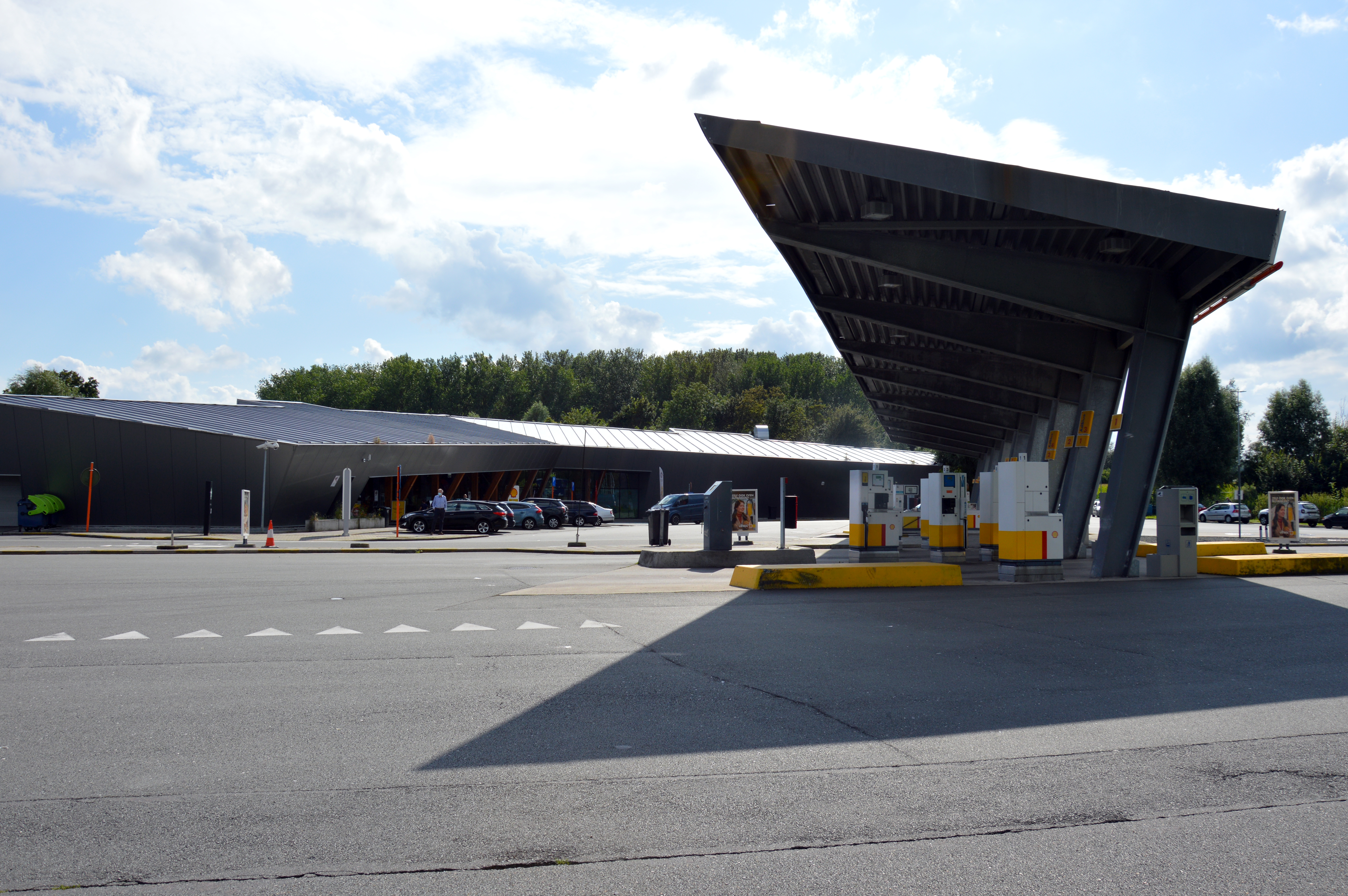
Snelwegparking Wetteren-Zuid

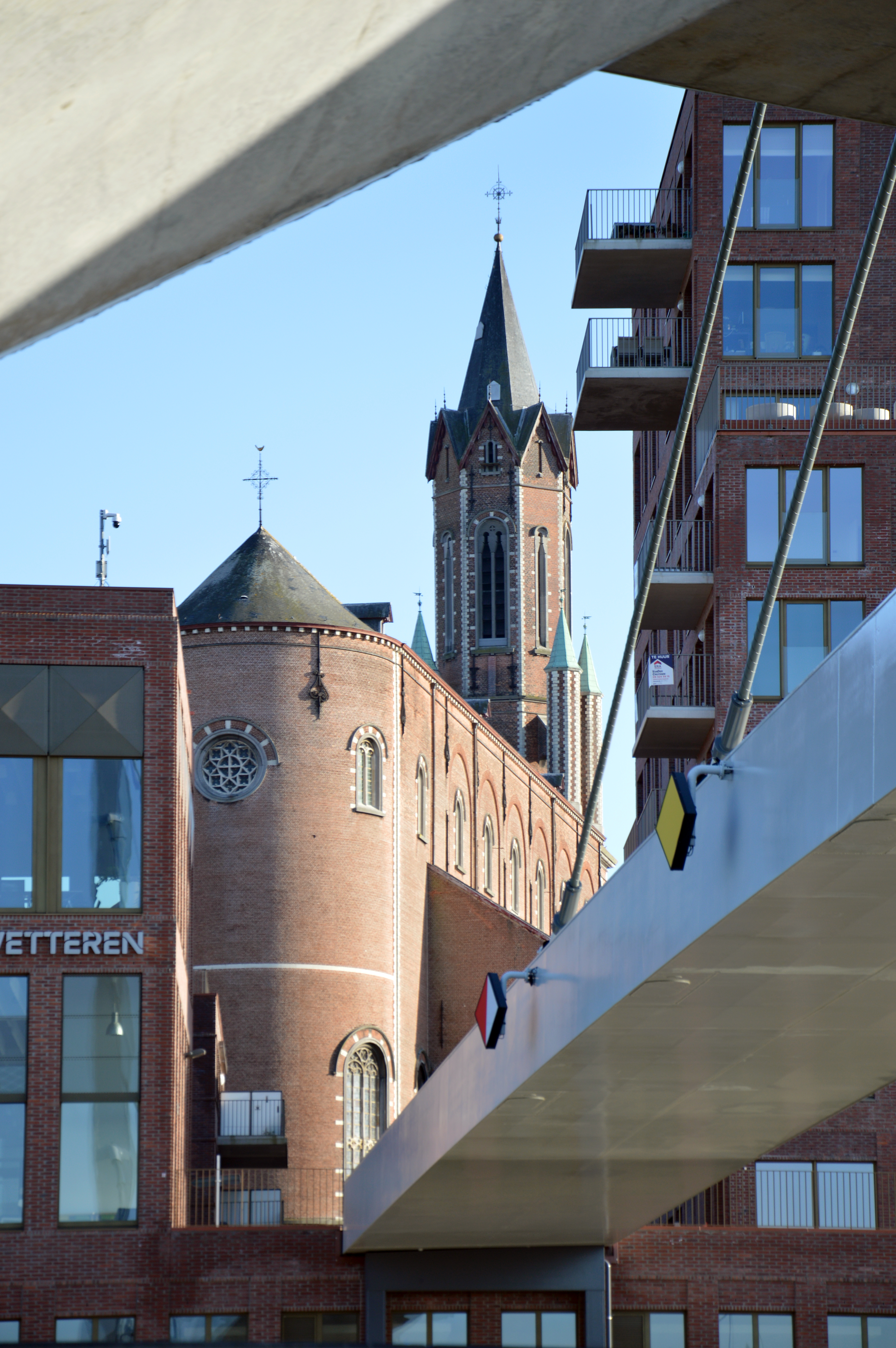
Voetgangersbrug over de Schelde in het centrum van Wetteren

Door het zuiden van de gemeente loopt de autosnelweg A10/E40, die er een afrit heeft en waarnaast een snelwegparking is gelegen.
Wetteren heeft een treinstation aan de spoorlijn 50 Gent-Aalst. Er is bovendien een tweede station in Kwatrecht (aan de Brusselsesteenweg, de N9 tussen Gent en Aalst) en net buiten de gemeente het Station Schellebelle. De L50 loopt door het centrum van Wetteren. In de gemeente zijn vier mogelijkheden om met de auto de spoorlijn te kruisen: de spoorwegtunnel in Kwatrecht, de spoorwegovergang in Overbeke, Spoorwegdoorgang Boerenhol en de IJzeren brug. 
Een tweede barrière vormt de loop van de Schelde, met een autobrug en een fietsers- en voetgangersbrug in centrum Wetteren. Buiten de gemeenten zijn er autobruggen in Melle en in Uitbergen/Wichelen en een voetgangers- en fietsveer in Schellebelle. Het beperkt aantal oversteken van de L50 en de Schelde leidt in centrum Wetteren tot een complexe mobiliteit..
Door het zuiden van Wetteren loopt eveneens de rechtstreekse spoorlijnverbinding 50A tussen Gent en Brussel. 
In juni 2024 werd het 'Masterplan Noord-Zuidverbinding' goedgekeurd. Dat voorziet om de bestaande Scheldebrug in het centrum af te breken en te verplaatsen stroomopwaarts (Overbeke), en een bijkomende spoorwegbrug te voorzien.

### Trein- en giframp
Op 4 mei 2013 ontspoorde er in de vroege ochtend tussen Schellebelle en Wetteren een goederentrein met het giftige acrylonitril. Na een explosie ontstond er brand waardoor giftige dampen vrijkwamen en met het bluswater giftige stoffen in het riool kwamen. Er viel een dode en honderden mensen raakten gewond. Tegen de veiligheidsvoorschriften in kwam de stof in het rioolstelsel van de gemeente, waardoor een honderdtal bewoners geïntoxiceerd raakten.

## Trivia

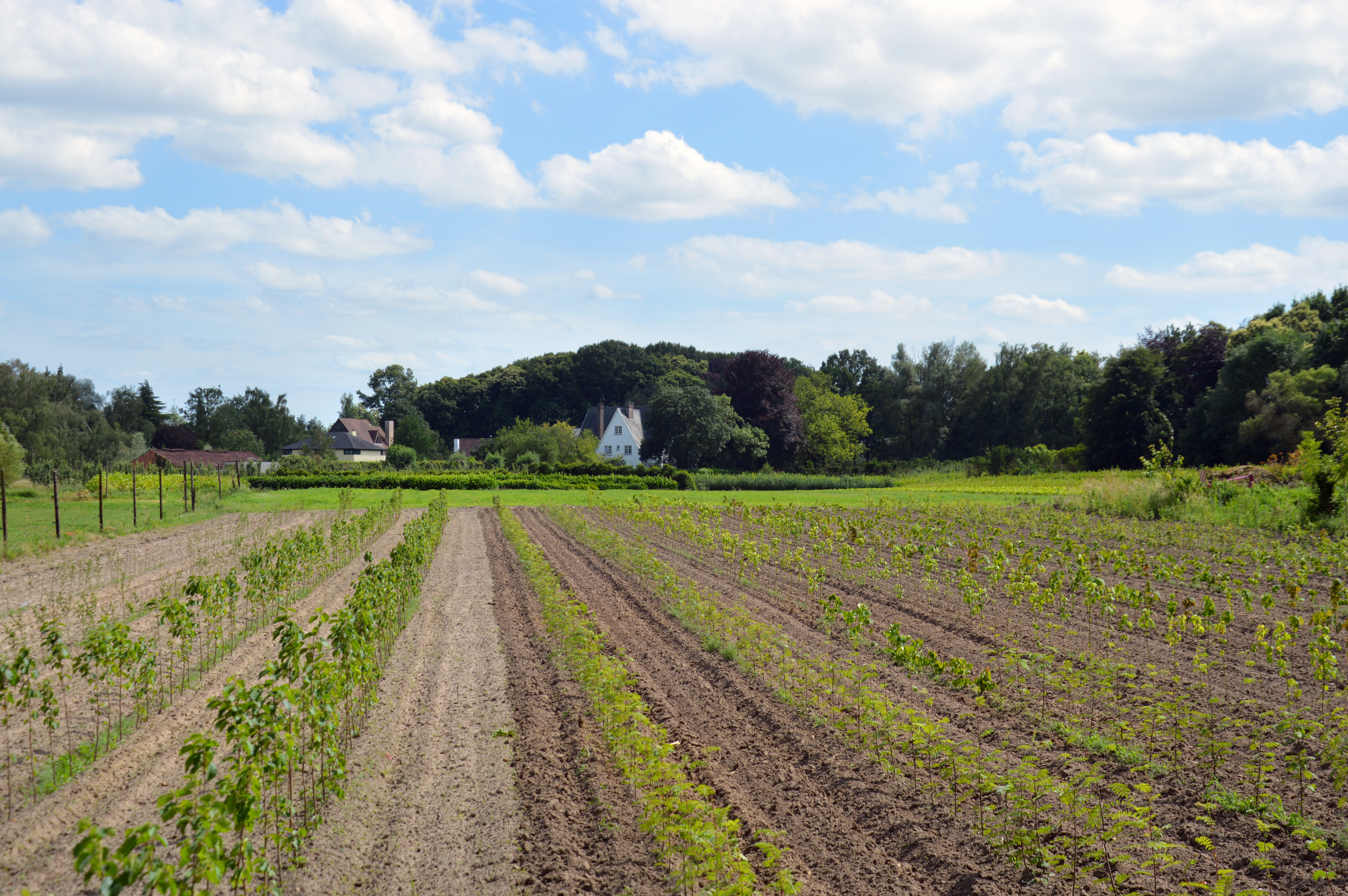
Boomkwekerij in Wetteren

- Wetteren was tussen 1928 en 1962 (met uitzondering van de periode 1942-1944) finishplaats van de Ronde van Vlaanderen.
- Wetteren heeft 18 reuzen. Twee ervan, de reus en de reuzin (deze hebben geen namen), behoren tot de oudste van België; in Oost-Vlaanderen waren er in 1862 verder slechts twee plaatsen met een of meerdere reuzen: Dendermonde en Geraardsbergen, en Wetteren was daarin het enige dorp in heel Vlaanderen.[14] Jan Broeckaert citeert als oudste document hierover een rekening uit 1622 voor het "reusenhooft".
- In Wetteren staat het Sint-Jozefinstituut een in art-decostijl opgetrokken schoolgebouw met kasteel en kapel.
- Bijnamen van de inwoners zijn haringfretters (haringvreters) en mosselmans.[15]

## Nabijgelegen kernen
Overschelde, Overbeke, Massemen, Serskamp, Schellebelle